# Belden (Nebraska)
Belden és una població dels Estats Units a l'estat de Nebraska. Segons el cens del 2000 tenia 131 habitants.

## Demografia
Segons el cens del 2000, Belden tenia 131 habitants, 52 habitatges, i 37 famílies. La densitat de població era de 316,1 habitants per km².
Dels 52 habitatges en un 26,9% hi vivien nens de menys de 18 anys, en un 61,5% hi vivien parelles casades, en un 7,7% dones solteres, i en un 28,8% no eren unitats familiars. En el 25% dels habitatges hi vivien persones soles el 21,2% de les quals corresponia a persones de 65 anys o més que vivien soles. El nombre mitjà de persones vivint en cada habitatge era de 2,52 i el nombre mitjà de persones que vivien en cada família era de 3.
Per edats la població es repartia de la següent manera: un 26% tenia menys de 18 anys, un 7,6% entre 18 i 24, un 19,8% entre 25 i 44, un 25,2% de 45 a 60 i un 21,4% 65 anys o més.
L'edat mediana era de 39 anys. Per cada 100 dones de 18 o més anys hi havia 83 homes.
La renda mediana per habitatge era de 43.000 $ i la renda mediana per família de 48.542 $. Els homes tenien una renda mediana de 30.000 $ mentre que les dones 28.750 $. La renda per capita de la població era de 20.581 $. Cap de les famílies i el 2,9% de la població estaven per davall del llindar de pobresa.

## Poblacions més properes
El següent diagrama mostra les poblacions més properes.